# Szlávik András
Szlávik András (Budapest, 1932. december 25. – Budapest, 1990. április 30.) magyar nemzeti labdarúgó-játékvezető. Polgári foglalkozása: a nyomdaiparban 1982-től haláláig az ATHENAEUM vállalat vezérigazgatója volt.

## Pályafutása

### Nemzeti játékvezetés
1964-ben minősítették NB III-as játékvezetőnek, 1967-bem NB II-es, majd 1970-ben NB I-es játékvezetőnek minősítették. Az aktív nemzeti játékvezetéstől 1971-ben vonult vissza. NB I-es mérkőzéseinek száma: 3.
| Időpont           | Helyszín               | Mérkőzés típusa          | Mérkőzés                              | Eredmény |
| ----------------- | ---------------------- | ------------------------ | ------------------------------------- | -------- |
| 1970. október 25. | DVTK-stadion, Diósgyőr | első NB. I-es mérkőzés   | Diósgyőri VTK – Videoton              | 2 – 2    |
| 1971. június 13.  | Rába ETO Stadion, Győr | utolsó NB. I-es mérkőzés | Győri Vasas ETO – Dunaújvárosi Kohász | 2 – 0    |

## Sportvezetői pályafutása
1981-től Petri Sándort váltotta és 1989 végéig a Magyar Labdarúgó-szövetség (MLSZ) Játékvezető Bizottság (JB) elnöke.